# 프레우스원숭이
프레우스원숭이(Allochrocebus preussi)는 구세계원숭이의 일종으로 프레우스게논으로도 알려져 있다. 동부 나이지리아, 서부 카메룬 그리고 적도기니의 비오크의 산악 지대(2500m까지) 숲에 사는 주행성 영장류로 영역 과시형 동물이다. 때로는 로에스트원숭이(C. lhoesti)의 아종으로 분류되기도 한다.
프레우스원숭이의 먹이는 주로 과일과 잎 그리고 곤충이지만, 인가에 내려 와서 농작물을 망치기도 한다. 털은 어두운 색깔이며, 흰 턱을 지니고 있다. 몸무게는 10 kg까지 나간다. 이들의 집단은 한 마리의 성숙한 수컷과 여러 마리의 암컷 그리고 이들의 새끼로 구성되며, 평균적으로 무리 마다 약 17마리 정도이다. 암컷들은 매 3년 마다, 한 번에 한 마리의 새끼를 낳는다. 새끼들은 약 4년이면 성숙해지고, 평균 31년을 산다.
프레우스원숭이는 서식지 감소와 사냥으로 인해, 멸종위기종 중의 하나이다. 서아프리카 생물다양성 위험지대인 기니 숲 안에 사는 종들 중 하나이다.

## 아종
프레우스원숭이의 아종은 2종이 있다.
- 카메룬프레우스원숭이 (A. p. preussi)
- 비오코프레우스원숭이 (A. p. insularis)